# История военно-промышленного комплекса Украины

## 1990-е годы
После провозглашения независимости Украины на территории Украины осталось около 17 % от военно-промышленного комплекса СССР (в общей сложности, примерно 2000 предприятий и организаций, в которых работало свыше 700 тыс. человек).
20 января 1992 года президент Украины Л. М. Кравчук подписал указ о создании государственной внешнеэкономической компании «Украинский дом», которая получила право на осуществление экспорта вооружения и военной техники. Так как в это время Украина не имела возможности производить готовые системы оружия, она экспортировала оружие и технику советского производства. С этого же времени военно-политическое руководство Украины стало рассматривать Россию не только как главного партнёра, но и как главного конкурента на оружейных рынках.
В 1990-е годы военно-техническое сотрудничество Украины с Российской Федерацией осуществлялось на основе ряда соглашений, среди которых:
- Соглашение о военно-техническом сотрудничестве от 26 мая 1993 года (денонсировано Украиной 20 мая 2015 года)[5]
- «Соглашение о дальнейшем сотрудничестве в обеспечении создания, совместного серийного производства и поставок в эксплуатацию оперативно-тактического самолёта Ан-70 и транспортного самолёта Ан-70Т с двигателями Д-27» от 24 июня 1993 года;
- Соглашение о производственной и научно-технической кооперации предприятий оборонных отраслей промышленности от 18 ноября 1993 года;
- Соглашение о сотрудничестве в военной отрасли от 25 ноября 1995 года (денонсировано Украиной 20 мая 2015 года)[6]

В 1993 году в Херсоне была создана научно-производственная фирма «ТАХО», освоившая выпуск ружейных патронов .12/70 мм.
26 апреля 1994, после подписания соглашения между украинской фирмой «Сапсан» и немецкой оружейной компанией «Erma Werke», было создано совместное предприятие «Шмайсер» по производству нелетального гражданского оружия самообороны (в 1994 году освоившее выпуск 8-мм газового пистолета EGP-65, а в дальнейшем — газовых пистолетов других моделей).
В апреле 1995 года на выставке вооружений IDEX-95 был представлен демонстрационный образец танка Т-84.
В 1996 году была создана государственная компания «Укрспецэкспорт», получившая монопольное право на экспорт и импорт продукции и услуг военно-технического и специального назначения.
В 1997 году правительство Украины расформировало Министерство машиностроения, военно-промышленного комплекса и конверсии.
20 мая 1997 в результате завершения работ по тактико-техническому заданию «Міра-П» на вооружение вооружённых сил Украины была принята первая передвижная лаборатория измерительной техники украинского производства — лаборатория УА2-4 (в составе двух независимых по видам измерений передвижных комплектов, развёрнутых на базе двух автофургонов на шасси грузовика повышенной проходимости: УА2-4/А, который осуществляет метрологическое обслуживание средств измерения радиотехнических величин и УА2-4/Б, который осуществляет метрологическое обслуживание средств измерения электрических и неэлектрических величин полного спектра).
В конце 1997 — начале 1998 года СП «Шмайсер» на основе конструкции 9-мм немецкого газового пистолета EGP-790 был создан первый образец украинского травматического оружия — травматический пистолет AE-790G (он был предложен МВД Украины для вооружения отдельных категорий сотрудников милиции, но по результатам испытаний на вооружение принят не был, хотя позднее был сертифицирован в качестве гражданского оружия самообороны).
В конце 1990-х годов на вооружение отдельных категорий сотрудников МВД Украины были приняты первые образцы оружия украинского производства, травматические револьверы РКС «Корнет» и РКС-5 «Ринг». В декабре 1998 года на вооружение МВД Украины был принят пистолет «Форт-12».
В дальнейшем на вооружение внутренних войск и спецподразделений МВД Украины поступили другие образцы оружия украинского производства (ружьё «Форт-500», граната со слезоточивым газом «Терен-6», светошумовые гранаты «Терен-7», полицейская дубинка «Тонфа»).
В августе 1999 года была создана государственная компания «Укроборонлизинг», получившая право сдавать в аренду имущество министерства обороны Украины.

## 2000-е годы
Между Россией и Украиной заключены соглашения:
- Соглашение о взаимной охране секретной информации от 2 декабря 2000 года;
- Соглашение о порядке взаимодействия при осуществлении экспорта продукции (товаров) военного назначения в третьи страны от 18 июля 2003 года.

14 июля 2000 г. была создана Государственная комиссия по вопросам оборонно-промышленного комплекса Украины.
В начале 2000-х годов ХКБМ был разработан БТР-3 (модернизированный вариант БТР-80). Кроме того, в 2000 году были завершены работы по созданию замены для советского моторного масла М-16ИХП-3, необходимого для работы танковых дизельных двигателей — было освоено производство моторного масла «Галол М4042ТД».
В 2001 году один военно-транспортный самолёт Ан-26 ВВС Украины был переоборудован в санитарно-транспортный самолёт Ан-26 «Vita», который после завершения испытаний в 2002 году был принят на вооружение ВВС Украины.
В 1996—2002 был разработан модернизированный вариант радиолокационной станции МР-244 «Экран», который получил наименование «Буревісник» и в 2006 году поступил на вооружение пограничной службы Украины.
В 2002 году Луганский патронный завод освоил выпуск патрона 9×19 мм Парабеллум.
В 2001—2003 гг. Научно-техническим центром точного машиностроения Украины на базе советского автомата АК-74 был разработан 5,45-мм автомат «Вепр» (но на вооружение он не поступил и серийно не выпускался).
В 2003 году на вооружение украинской армии была принята радиолокационная станция 1Л220У «Зоопарк-2», на вооружение отдельных категорий сотрудников МВД Украины поступили пистолет «Форт-14» и травматический пистолет «ПМ-Форт». Кроме того, в 2003 году был разработан и принят на вооружение бронежилет «Корсар-М», который закупали для военнослужащих украинского контингента в Ираке.
В 2004 году «Житомирский ремонтно-механический завод» переоборудовал одну БМП-1 в санитарно-эвакуационную машину СЭМ, но она осталась в виде демонстрационного прототипа.
В марте 2005 года директор департамента ВПК министерства промышленной политики Украины Павел Скурский выступил с заявлением, что в государственной программе реформирования и развития ВПК Украины до 2010 года заложена адаптация к стандартам НАТО.
Также, в 2005 году ГП «Николаевский ремонтно-механический завод» был разработан вариант модернизации БРДМ-2 до уровня БРДМ-2ДИ «Хазар» (выпуск БРДМ-2ДИ «Хазар» был начат 29 декабря 2014)
В 2006 году на вооружение вооружённых сил Украины был принят армейский грузовик КрАЗ-6322, уже в феврале 2008 года министерству обороны передали первые 15 грузовиков, а в конце 2008 года было принято решение сделать КрАЗ основным типом грузовика в украинской армии.
В 2006 году министерство обороны Украины поставило задачу начать разработку беспилотных летательных аппаратов украинского производства (в дальнейшем, в 2008 году была утверждена программа разработки БПЛА на период до 2025 года):
- в январе 2004 года СКБ «Эркар» 410-го завода гражданской авиации представило демонстрационный образец БПЛА «Арктур»[26] (в дальнейшем, он получил название «Монолит», но на вооружение принят не был и серийно не выпускался)[27]
- в 2005 году на Чугуевском авиаремонтном заводе началась разработка БПЛА «Стрепет» (были разработаны демонстрационные образцы БПЛА «Стрепет-Л» и «Стрепет-С», но на вооружение они приняты не были и серийно не выпускались)[28]
- в конце 2006 года в НИИ ПФМ ХАИ началась разработка малого БПЛА, предназначенного для ведения авиаразведки и наблюдения. Проект получил название «Чиж-L», в дальнейшем, по программе государственного оборонного заказа был изготовлен один демонстрационный образец БПЛА «Филин», который в сентябре 2008 года был передан Научно-техническому управлению Службы безопасности Украины. В октябре 2008 года работы по проекту были прекращены в связи с отсутствием финансирования[29].
- позднее ГосККБ «Луч» был изготовлен прототип БПЛА «Сокіл-2»

В марте 2007 года директор департамента экономической и хозяйственной деятельности министерства обороны Украины В. Н. Ясюк сообщил, что производственные мощности предприятий военно-промышленного комплекса Украины загружены заказами министерства обороны Украины на 7-10 %, загружены выполнением экспортных заказов на 40 % и 50 % производственных мощностей не используются и простаивают.
В июне 2007 года на вооружение были приняты наземные подвижные радиолокационные станции П-18МА и П-19МА производства НПО «Аэротехника» (модернизированные варианты советских П-18 и П-19). Кроме того, в 1992—2006 гг. была разработана и в августе 2007 года — принята на вооружение трёхкоординатная радиолокационная станция кругового обзора 79К6 «Пеликан» производства НПО «Искра» (предложенная на экспорт под названием 80К6).
В 2002—2008 был разработан бронетранспортёр БТР-4 (в 2009 году началось их производство на экспорт, в 2012 году БТР-4 был официально принят на вооружение украинской армии и принял участие в учениях «Перспектива-2012», а с весны 2014 года начал поступать в войска).
В ноябре 2008 года министерство обороны Украины объявило о намерении создать внедорожник украинского производства для замены в вооружённых силах автомашин УАЗ советского и российского производства. Изначально предполагалось начать выпуск украинских внедорожников на Кременчугском автозаводе, но это решение выполнено не было: на Севастопольском авторемонтном заводе был разработан тяжёлый джип «Шаман» (переоборудованный из армейского грузовика ГАЗ-66), но было выпущено только 4 машины.
8 июля 2009 года на вооружение ВВС Украины был принят самолёт Л-39М1 (модернизированный вариант учебно-боевого самолёта L-39С).

## 2010—2013 годы
Был разработан модернизированный вариант штурмовика Су-25 (и его учебно-боевого варианта Су-25УБ), 4 марта 2010 года они были приняты на вооружение ВВС Украины под наименованием Су-25М1 и Су-25УБМ1.
Кроме того, в 2010 году был создан автоматический гранатомёт УАГ-40 — первый образец в области вооружения и военной техники, разработанный на Украине в соответствии со стандартами блока НАТО (в январе 2015 года он поступил на государственные испытания).
В декабре 2010 года был создан государственный концерн «Укроборонпром».
В начале 2011 года на основе опыта эксплуатации автомобильной техники украинскими военнослужащими в условиях вооружённых конфликтов в Ираке, Сьерра-Леоне и Либерии во львовской Академии сухопутных войск были разработаны варианты локального бронирования армейских грузовиков Урал-4320 и КамАЗ-4310, однако бронирование грузовых машин вооружённых сил Украины в условиях мирного времени было признано нецелесообразным (поскольку установка брони увеличивала расход топлива при эксплуатации машин в войсковых частях).
6 апреля 2011 года Кабинет Министров Украины принял постановление № 374 «О внесении изменений в постановление Кабинета Министров Украины № 1221 от 29 декабря 2010 года», которым утвердил перечень государственных предприятий, которые вошли в состав ГК «Укроборонпром».
С 31 августа 2011 года в состав ГК «Укроборонпром» вошли 134 госпредприятия (125 государственных и казенных предприятий и 9 акционерных компаний, управление корпоративными правами которых были переданы в «Укроборонпром»), а также государственная компания по экспорту и импорту продукции и услуг военного назначения «Укрспецэкспорт» и её дочерние предприятия (ГП «Укроборонсервис», «Специализированная внешнеторговая фирма „Прогресс“», «Государственная хозрасчётная внешнеторговая и инвестиционная фирма „Укринмаш“», «Государственное хозрасчётное внешнеторговое предприятие „Спецтехноэкспорт“», «Государственное внешнеторговое предприятие и инвестиционное предприятие „Промоборонэкспорт“», государственное предприятие «Внешнеторговая фирма „ТАСКО-экспорт“»).
Для оптимизации работы концерна 16 июня 2011 года Верховной Радой Украины был принят Закон Украины «Про особенности управления объектами государственной собственности в оборонно-промышленном комплексе».
20 июня 2011 года начальник зенитных ракетных войск Командования Воздушных Сил ВС Украины полковник Дмитрий Карпенко сообщил о том, что принято решение о постепенной замене произведенных за пределами Украины блоков ЗРК на разработки украинского военно-промышленного комплекса.
В конце 2011 года МВД Украины закупило для сотрудников спецподразделений милиции 616 шт. шлемов украинского производства.
В начале 2012 года специалистами львовской Академии сухопутных войск Украины было отмечено, что ведение НИОКР военного назначения затрудняет отсутствие единой системы государственных стандартов (по состоянию на начало 2012 года, на Украине действовали свыше 13 тыс. стандартов ГОСТ СССР, свыше 4 тыс. международных стандартов и свыше 1 тысячи стандартов ДСТУ создаваемой с начала 1990-х годов Национальной системы стандартизации Украины).
4 января 2012 года на вооружение украинской армии была принята радиолокационная станция П-18 «Малахит» (модернизированный вариант советского радара П-18МУ «Терек» на шасси КрАЗ). Также, в январе 2012 года при участии французской компании «SAGEM D.S.» был изготовлен модернизированный вариант боевого вертолёта Ми-24П, который был принят на вооружение украинской армии в мае 2012 года под наименованием Ми-24ПУ1 (оснащение армейских вертолётов Ми-24 комплексами «Адрос» началось в мае 2014 года). Кроме того, в 2012 году на вооружение были приняты 30-мм пушка ЗТМ-1 и парашютная система «Барс-С»
В 2011—2012 на ХГАПП был разработан лёгкий двухместный самолёт ХАЗ-30.
Также, 20 февраля 2013 на вооружение армии были приняты противогазы ФП-М95У и ФП-М05У, а на вооружение воздушно-десантных войск Украины была принята парашютная система «Статус-СН», разработанная ООО «Передовые технологии парашютостроения» (г. Феодосия).
В июле 2013 для Службы внешней разведки Украины был изготовлен один специальный автобус «Богдан А-231».
В октябре 2013 Государственный научно-исследовательский институт МВД Украины представил комплект противоударной защиты «Робокоп» для сотрудников спецподразделений милиции. В период до ноября 2013 некоторое количество комплектов было передано в столичное спецподразделение «Беркут», но серийное производство начато не было.
Также, в 2013 году были изготовлены опытный образец радиолокационной станции 80К6М, один минный заградитель И-52 на базе МТ-ЛБу, один опытный образец модернизированного учебно-боевого самолёта Су-27УБ (получивший название Су-27УБ1М) и освоен выпуск ружейных пуль ПЗТ.

## 2014 год
Весной 2014 года положение военно-промышленного комплекса Украины осложнилось: в марте 2014 года были утрачены 13 предприятий ВПК на территории Крымского полуострова из-за аннексии Крыма Россией, в дальнейшем был утрачен контроль над рядом предприятий ВПК в Донецкой и Луганской областях. Несколько предприятий ВПК были разрушены в ходе боевых действий на востоке Украины.
Также, весной 2014 года правительство Украины прекратило военно-техническое сотрудничество с Россией.
- 29 марта 2014 и. о. гендиректора ГК «Укроборонпром» Ю. Ф. Терещенко сообщил, что «Украина заморозила поставки вооружения и военной техники в Россию»[56]. 4 апреля 2014 первый вице-премьер Украины В. Г. Ярема объявил, что Украина приняла решение прекратить военно-техническое сотрудничество с Россией[57].
- 31 мая 2014 года замминистра обороны РФ Ю. И. Борисов подтвердил, что Украина прекратила поставку в Россию продукции военного назначения (в том числе, уже оплаченной российской стороной)[58][59] (хотя в августе 2014 журналисты «The Washington Post» сообщили, что украинские заводы продолжают экспорт военной продукции в Россию[60]).
- 16 июня 2014 года президент Украины П. А. Порошенко запретил любое сотрудничество с Россией в сфере ВПК[61], а 27 августа 2014 — подписал указ «О мерах по совершенствованию государственной военно-технической политики», в соответствии с которым приказал принять меры «по прекращению экспорта в Российскую Федерацию товаров военного назначения и двойного использования»[62][63].
- в результате, возникла необходимость замещения продукции российского производства. 23 декабря 2014 ГК «Укроборонпром» сообщил, что для выполнения программы импортозамещения российских комплектующих после разрыва военно-технического сотрудничества между Украиной и Россией необходимо найти альтернативных поставщиков около 30 тыс. компонентов[64] и пообещал выполнить 30 % программы импортозамещения до конца 2014 года[65].

С весны 2014 года военные расходы Украины были увеличены, украинскими предприятиями были разработаны новые образцы военной продукции, в том числе обмундирования, бронежилетов, экипировки и снаряжения военнослужащих (уже в декабре 2014 были представлены образцы бронежилетов, обмундирования и обуви).
3 апреля 2014 на вооружение украинской армии был принят автоматизированный комплекс постановки радиопомех Р-330УМ.
Помимо государственных предприятий, входящих в ГК «Укроборонпром», ремонт военной техники и производство продукции военного назначения было начато на неспециализированных и частных предприятиях:
- на нескольких предприятиях был освоен выпуск противокумулятивных экранов для бронетехники[71][72][73]
- на ряде предприятий началось изготовление бронированных и блиндированных автомашин из гражданских грузовиков и легковых автомашин[74] (в период до 11 марта 2015 для вооружённых сил, погранохраны и иных военизированных структур Украины было изготовлено 260 бронированных машин[75])
- летом 2014 на Кременчугском автозаводе началось лицензионное производство бронемашин «Cougar» и «Spartan», разработанных канадской компанией Streit Group
- в августе 2014 конотопский завод «Авиакон» за счёт собственных средств отремонтировал и передал для установки на пять вертолётов вооружённых сил Украины экранно-выхлопные устройства для защиты от ПЗРК[76]
- в сентябре 2014 тернопольский радиозавод «Орион» начал серийное производство шлемофонов для танкистов[77]
- также, в сентябре 2014[78] началось переоборудование одного БТР-60 в передвижную операционную[79][80]
- 24 сентября 2014 на выставке «Оборона и безопасность-2014» завод «Ленинская кузница» представил демонстрационный образец боевой машины «Скорпион» (переоборудованный ГАЗ-66 с боевым модулем)[81]
- в октябре 2014 ГП ПО „Южмаш“ изготовил на базе микроавтобуса Chevrolet Express один легкобронированный мобильный комплекс наблюдения МКС-1[82][83], а компания „Zbroyar“ разработала вариант модернизации ручного пулемёта РПД[84]
- в ноябре 2014 КрАЗ начал выпуск бронегрузовиков КрАЗ-6322 «Raptor»
- в декабре 2014 корпорация „Богдан“ разработала, изготовила и предложила для украинских вооружённых сил бронеавтомобиль „Барс“

С весны 2014 года увеличен выпуск бронежилетов:
- НПП „Темп-3000“ был увеличен выпуск бронежилетов „Корсар-М3“, также на вооружение были приняты новый тип бронежилета — „Корсар-М4“[85] и кевларовый шлем „Каска-1М“[86].
- в Харькове малосерийный выпуск низкотехнологичных бронежилетов был освоен ООО „Харьковский завод средств индивидуальной защиты“ (всего было выпущено около 70 шт. бронежилетов LSV-UKR)[87], ещё один вариант выпускал ХЗТМ совместно с заводом им. Фрунзе[88]
- в Мелитополе в июне 2014 освоен малосерийный выпуск низкотехнологичного «народного бронежилета»[89][90]
- в Киеве был начат выпуск низкотехнологичного бронежилета «Патріот-4»[91]
- в Запорожье в июне 2014 был освоен малосерийный выпуск ещё одного варианта низкотехнологичных бронежилетов[92] (стальные пластины для которых изготавливал завод «Днепроспецсталь»[93][94], а сборку производила фирма «Селена»[95])
- кроме того, была предпринята попытка наладить производство низкотехнологичных бронежилетов на предприятии «Агромаш» в Тывровском районе Винницкой области[96]

1 июля 2014 Верховная Рада отменила пошлины на импорт средств индивидуальной защиты «на период проведения АТО».
В июле 2014 года в войска начали поступать суточные сухие пайки нового образца (калорийность которых была увеличена до 4232 ккал, а срок хранения — с 9 до 24 месяцев). В дополнение к стандартным сухим пайкам для армии было начато производство сублимированных продуктов питания.
2 сентября 2014 Верховная Рада отменила пошлины на импорт продукции военного назначения «на период проведения АТО».
Осенью-зимой 2014 года в связи со стабилизацией линии фронта освоен выпуск оборонительных и иных сооружений (сборные блокпосты, жилые контейнеры для размещения солдат в полевых условиях, противотанковые ежи, габионы и др.).
В ноябре 2014 львовское предприятие ООО НПЦ «Автоінвестцентр» переоборудовало один автобус ЛАЗ «Лайнер-9» для транспортировки раненых. Автобус стал первой санитарной машиной для перевозки раненых большой вместимости, поступившей в вооружённые силы Украины, он поступил в 66-й Львовский передовой госпиталь.
11 декабря 2014 премьер-министр Украины А. П. Яценюк объявил, что правительство Украины намерено создать государственное агентство по оборонно-промышленному комплексу.
17 декабря 2014 секретарь СНБО Украины А. В. Турчинов заявил, что основными задачами ВПК Украины являются восстановление производства аналогов российского вооружения и переход на стандарты НАТО.
22 декабря 2014 президент Украины П. А. Порошенко приказал предприятиям ВПК перейти на круглосуточный режим работы и не останавливать производство даже в случае задержки оплаты.
В 2014 году в Киеве была создана фирма «Svetogor Defence», с 2015 года освоившая малосерийный выпуск отдельных комплектующих для автоматов Калашникова (улучшенных 30-патронных и 45-патронных магазинов SDMAG для АКМ и АК-74 с прозрачными вставками, позволяющими контролировать наличие боеприпасов, антабок для крепления ремня, дульного тормоза-компенсатора и др.).
По итогам 2014 года, согласно исследованию Стокгольмского международного института исследования мира (SIPRI), экспорт вооружений из Украины составил $664 млн, что на 6 % меньше по сравнению с предыдущим годом. Из этого объёма на самолёты пришлось $229 млн, бронемашины — $139 млн, корабли — $139 млн, двигатели — $128 млн, ракеты — $29 млн.

## 2015 год
В январе 2015 года были представлены ещё несколько разработок ВПК (разведывательный мотодельтаплан «Т-2М», три беспилотных летательных аппарата, системы прицеливания и навигации, водолазное снаряжение, парашюты и др.)
23 января 2015 года премьер-министр Украины А. П. Яценюк потребовал от глав областей представить правительству планы мобилизации экономики областей и подготовить переход экономики страны на военные рельсы.
В феврале 2015 года был представлен мобильный вариант противотанкового комплекса «Стугна-П», установленный на шасси лёгкого багги UTV «CF Moto Tracker».
В марте 2015 года Белоцерковский механический завод начал выпуск баллистической маски «Киборг».
13 марта 2015 года в войска была передана первая партия индивидуальных медицинских аптечек украинского производства (свыше 4 тыс. шт., всего запланировано закупить 47 200 шт.)
Осенью 2014 года началась разработка системы питания «Predator» для пулемёта ПК (тактический рюкзак с рукавом для подачи патронной ленты), выпуск которой для разведывательных и специальных подразделений вооружённых сил, МВД и СБУ начал «Харьковский завод индивидуальной защиты» в начале апреля 2015 года. Несколько систем было закуплено волонтёрами и поступило в 25-ю и 79-ю аэромобильные бригады (к началу июня 2015 года система находилась в эксплуатации, но не была принята на вооружение).
4 апреля 2015 года украинская компания ООО НПП «Аэротехника-МЛТ» представила демонстрационный образец модернизированного зенитно-ракетного комплекса С-125-2Д «Печора-2Д».
23 апреля 2015 Верховная Рада Украины освободила от таможенных пошлин и налогов импорт оборудования, материалов и иной продукции военного назначения
В мае 2015 начат выпуск бронещитов для ЗУ-23 и представлены образцы бронеколпаков МВС-2 для оборудования огневых точек (выпуск которых начался в июне 2015).
В июне 2015 киевская компания «Reform» представила демонстрационный образец бронемашины «Годзилла» на шасси Урал-4320, ещё один броневик «Крокодил» на шасси ГАЗ-66 построили в Сумской области
27 июня 2015 на полигоне учебного центра Северного оперативно-территориального объединения Национальной гвардии Украины начались испытания мины «Спалах-1» конструкции начальника инженерной службы Восточного ОТО НГУ подполковника М. Балагуша.
15 июля 2015 года министерством обороны Украины был утверждён перечень предметов Единого боевого комплекта для военнослужащих (65 предметов военной формы, снаряжения и средств индивидуальной защиты), в который были включены новые образцы снаряжения: кепка-«мазепинка», маска-балаклава, универсальный летний маскировочный костюм «Варан», новый стандартизованный вариант демисезонных военных ботинок (выполненных по образцу берцев турецкой компании YDS), выпуск которых должна начать компания «Талан» и др.
16 июля 2015 на вооружение вооружённых сил Украины был принят прибор радиомониторинга систем связи коротковолнового диапазона Р-677.
4 августа 2015 Херсонский государственный завод «Паллада» освоил производство мобильных блокпостов БПЖ-3525 для МВД Украины.
15 октября 2015 было объявлено о намерении начать на Харьковском тракторном заводе модернизацию самоходных гаубиц 2С1 (в феврале 2016 года стало известно, что на ХТЗ передали три САУ 2С1. Программа их модернизации предусматривает капитальный ремонт, установку новых дизельных двигателей Volvo шведского производства, нового электрооборудования, более современных средств связи и систему спутниковой навигации украинского производства).
27 ноября 2015 было завершено строительство бронемашины «Азовец» на шасси танка Т-64.
2 декабря 2015 года ХКБМ был представлен опытный образец модернизированного БМ-21 «Град» на шасси КрАЗ-6322, получивший название «Верба».
7 декабря 2015 министерство обороны Украины подписало административное соглашение с Европейским оборонным агентством, соглашение разрешает Украине участвовать в программах и проектах военно-технического сотрудничества со странами Евросоюза.
По итогам 2015 года, согласно исследованию Стокгольмского международного института исследования мира (SIPRI), экспорт вооружений из Украины составил 323 млн долл., что в два раза меньше по сравнению с предыдущим годом. Из этого объёма на авиатехнику пришлось $108 млн, бронированные машины — $63 млн, двигатели — $148 млн, корабли — $4 млн.

## 2016 год
26 января 2016 в войска была передана первая партия беспилотных летательных аппаратов украинского производства (комплекс БпАК-МП-1 в составе трёх БПЛА «Spectator» и наземной станции управления). Также, в 2016 году на вооружение вооружённых сил была принята автоматизированная станция оптико-электронных помех СПЭ-1.
12 июля 2016 на автосборочном заводе № 2 корпорации «Богдан» в Черкассах был освоен выпуск армейских многоцелевых КУНГов для грузовиков.
В июле 2016 было объявлено, что в выполнении военных заказов участвуют 296 предприятий Украины.
23 сентября в Кременчуге был представлен новый бескапотный броневик KrAZ Hulk.
В декабре был изготовлен и направлен на испытания ремоторизованный грузовик ЗиЛ-131 Deutz (с новым дизельным двигателем Deutz BF 4M 2012C мощностью 140 л. с. и 6-ступенчатой коробкой переключения передач EATON FSO5206B).

## 2017
В 2017 году на снабжение войск был официально принят заправочный модуль с ёмкостью для хранения светлых нефтепродуктов и разрешена эксплуатация санитарных автомашин Богдан-2251.

## 2019
В мае 2019 года начались государственные испытания комплекса управления огнем артиллерии «Оболонь-А».
29 августа 2019 харьковский завод им. Морозова представил демонстрационный образец модернизированного БТР-50 (получивший новый дизельный двигатель 3ТД-2 и пятиступенчатую коробку передач).